# Hydriomena transfigurata
Hydriomena transfigurata är en fjärilsart som beskrevs av Louis W. Swett 1912. Hydriomena transfigurata ingår i släktet Hydriomena och familjen mätare. Inga underarter finns listade i Catalogue of Life.